# Порадівська сільська рада
| Порадівська сільська рада — орган місцевого самоврядування у Васильківському районі Київської області з адміністративним центром у с. Порадівка. Історична дата утворення: в 1917 році. Сільській раді підпорядковані населені пункти: - с. Порадівка - с. Руликів |

## Склад ради
Рада складається з 12 депутатів та голови.

### Керівний склад ради
| ПІБ                         | Основні відомості                                                              | Дата обрання | Дата звільнення |
| --------------------------- | ------------------------------------------------------------------------------ | ------------ | --------------- |
| Наумов Володимир Андрійович | Сільський голова, 1948 року народження, освіта, безпартійний                   | 26.03.2006   | 31.10.2010      |
| В'юн Ганна Станіславівна    | Сільський голова, 1959 року народження, освіта вища, член Партії регіонів      | 31.10.2010   |                 |
| Ковтун Тетяна Миколаївна    | Сільський голова, 1959 року народження, освіта середня спеціальна, безпартійна | 25.10.2015   |                 |

Примітка: таблиця складена за даними джерела